# مسور بن مخرمه
ابوعبدالرحمن مسور بن مخرمة زُهری (۲ - ۶۴ هجری) از صحابهٔ صغار پیامبر اسلام و از راویان حدیث نزد اهل سنت است. او از همراهان عبدالله بن زبیر بود و ابن زبیر کاری بدون مشورت او انجام نمی‌داد. در سنگ‌باران کعبه به‌دستور حجاج بن یوسف کشته شد و ابن زبیر خود غسل و کفن او را را انجام داد. او بر معاویه درود و صلوات می‌فرستاد.